# Robert Charles Wilson
Robert Charles Wilson (Whittier, Kalifornia, Amerikai Egyesült Államok, 1953. december 15. –) Hugo-díjas kanadai sci-fi-író.

## Életpályája
Bár az Amerikai Egyesült Államokban született, Kanadában, Toronto közelében nőtt fel. Az 1970-es években rövidebb ideig tartózkodott ugyan Whittlerben, de élete nagy részét Kanadában töltötte, egy ideig Nanaimóban (Brit Columbia), aztán Vancouver-ben és legutóbb feleségével együtt Concordban, Vaughan (Ontario) egy kicsiny elővárosában, Torontótól északra.
Wilson 2009 áprilisábnn Magyarországra látogatott, ahol az Írószövetségben részt vett egy író-olvasó találkozón, illetve a Budapesti Nemzetközi Könyvfesztiválon dedikált.

## Sikerei
Munkásságáért eddig a John W. Campbell Emlékdíjjal, a Hugo-díjjal, a Theodore Sturgeon-emlékdíjjal, a Philip K. Dick-díjjal és háromszor az Aurora-díjjal tüntették ki. Regényeit a The New York Times már többször is az olvasóközönség figyelmébe ajánlotta (Notable Books of the Year), a sci-fi rajongók körében kedvelt a főszereplők személyiségének részletes kidolgozásáért, valamint a jellegzetesen szokatlan ötleteiért. Leghíresebb műve, a Hugo-díjas Pörgés (Spin) és folytatása, a Tengely (Axis) már magyarul is megjelent. A trilógia harmadik része Vortex (Örvény) címmel 2011-ben jelent meg.

## Művei

### Regények
- A Hidden Place (1986)
- Memory Wire (1987)
- Gypsies (1989)
- The Divide (1990)
- A Bridge of Years (1991)
- The Harvest (1993)
- Mysterium (1994)
- Darwinia (1998)
- Bios (1999)
- The Chronoliths (2001)
- Blind Lake (2003)
- Ghostlands (2004) (Marc Scott Zicree-vel)
- Spin (2005)
- Axis (2007)
- Julian Comstock: A Story of 22nd-Century America (2009)
- Vortex (2011)

### Kisregény
- Julian: A Christmas Story (2006)

### Novellagyűjtemény
- The Perseids and Other Stories (2000)

### Novellák
- Equinocturne (1975) (Bob Chuck Wilson néven)
- Boulevard Life (1985)
- State of the Art (1985)
- The Blue Gularis (1985)
- A Knight of Antiquity (1986)
- Ballads in 3/4 Time (1987)
- Extras (1987)
- The Perseids (1995)
- Protocols of Consumption (1997)
- The Inner Inner City (1997)
- The Observer (1998)
- Divided by Infinity (1998)
- Plato's Mirror (1999)
- The Great Goodbye (2000)
- The Dryad's Wedding (2000)
- The Fields of Abraham (2000)
- Ulysses Sees the Moon in the Bedroom Window (2000)
- Pearl Baby (2000)
- The Cartesian Theater (2006)
- YFL-500 (2007)
- This Peaceable Land, or, the Unbearable Vision of Harriet Beecher Stowe (2009)
- Utriusque Cosmi (2009)

## Magyarul
- A végső búcsú (Novella. The Great Goodbye) Imagazin, 8. sz. (2003. május) (ford. Hidy Mátyás)
- Pörgés; ford. Gálvölgyi Judit; Metropolis Media, Bp., 2007 (Galaktika fantasztikus könyvek) ISBN 978-963-87357-2-0
- A tengely. (Regény. Axis) Budapest, Metropolis Media, 2008. ISBN 978-963-87730-9-8 (ford. Sohár Anikó)
- Bioszféra; ford. Tamás Dénes; Metropolis Media, Bp., 2009 (Galaktika fantasztikus könyvek) ISBN 978-963-9866-44-7
- Odüsszeusz a hálószoba ablakából bámulja a Holdat. (Novella. Ulysses Sees the Moon in the Bedroom Window), inː Galaktika, 229. sz., 2009/április (ford. Tamás Gábor)
- A megfigyelő. (Novella. The Observer) In: Kétszázadik. 24 fantasztikus novella. Budapest, Metropolis Media, 2009. 281-305. old. (ford. Sohár Anikó)
- Örvény; ford. Tamás Dénes; Metropolis Media, Bp., 2011 (Galaktika fantasztikus könyvek)
- Kronolitok; ford. Tamás Dénes; Metropolis Media, Bp., 2012 (Galaktika fantasztikus könyvek)
- Bázis. A Blind Lake-rejtély; ford. Oszlánszky Zsolt; Metropolis Media, Bp., 2013 (Galaktika fantasztikus könyvek)
- Misztérium; ford. Oszlánszky Zsolt; Metropolis Media, Bp., 2014 (Galaktika fantasztikus könyvek)
- Darwinia; ford. Oszlánszky Zsolt; Metropolis Media, Bp., 2015 (Galaktika fantasztikus könyvek)
- Affinitások; ford. J. Magyar Nelly; Metropolis Media, Bp., 2017 (Galaktika fantasztikus könyvek)